# Sjeverovci
Sjeverovci (cyr. Сјеверовци) – wieś w Bośni i Hercegowinie, w Republice Serbskiej, w gminie Kozarska Dubica. W 2013 roku liczyła 81 mieszkańców.